# 人民社会党 (スペイン)
人民社会党（Partido Socialista Popular、略称PSP）はかつて存在したスペインの政党。1968年に大学内の組織としてPartido Socialista del Interior（内部の社会党の意、略称PSI）という名称で設立され、1974年にPartido Socialista Popularに改称された。党首は大学の教授であったエンリーケ・ティエルノ・ガルバン。1978年にスペイン社会労働党（PSOE）に合流した。 
マルクス主義を掲げ、1977年の総選挙に社会主義統一（Unidad Socialista）という名称のもと社会主義諸党連盟（Federación de Partidos Socialistas）に参加していた諸党と選挙連合を結成して臨んだ。
選挙連合は816,582票（4.46%）を獲得、6議席を得、人民社会党は5議席を獲得した（3議席をマドリード選挙区で、カディス選挙区とバレンシア選挙区で各1議席）。残り一人はサラゴサ選挙区選出で、アラゴン主義と左翼を掲げるアラゴン社会党に属していた。上院では4議席を得た。2議員はPSP-USまたはUSの名称で（マドリード選挙区とアリカンテ選挙区）、残り2人は選挙連合に参加していたPSOEに属した（カディス選挙区とアルメリーア選挙区選出）。 

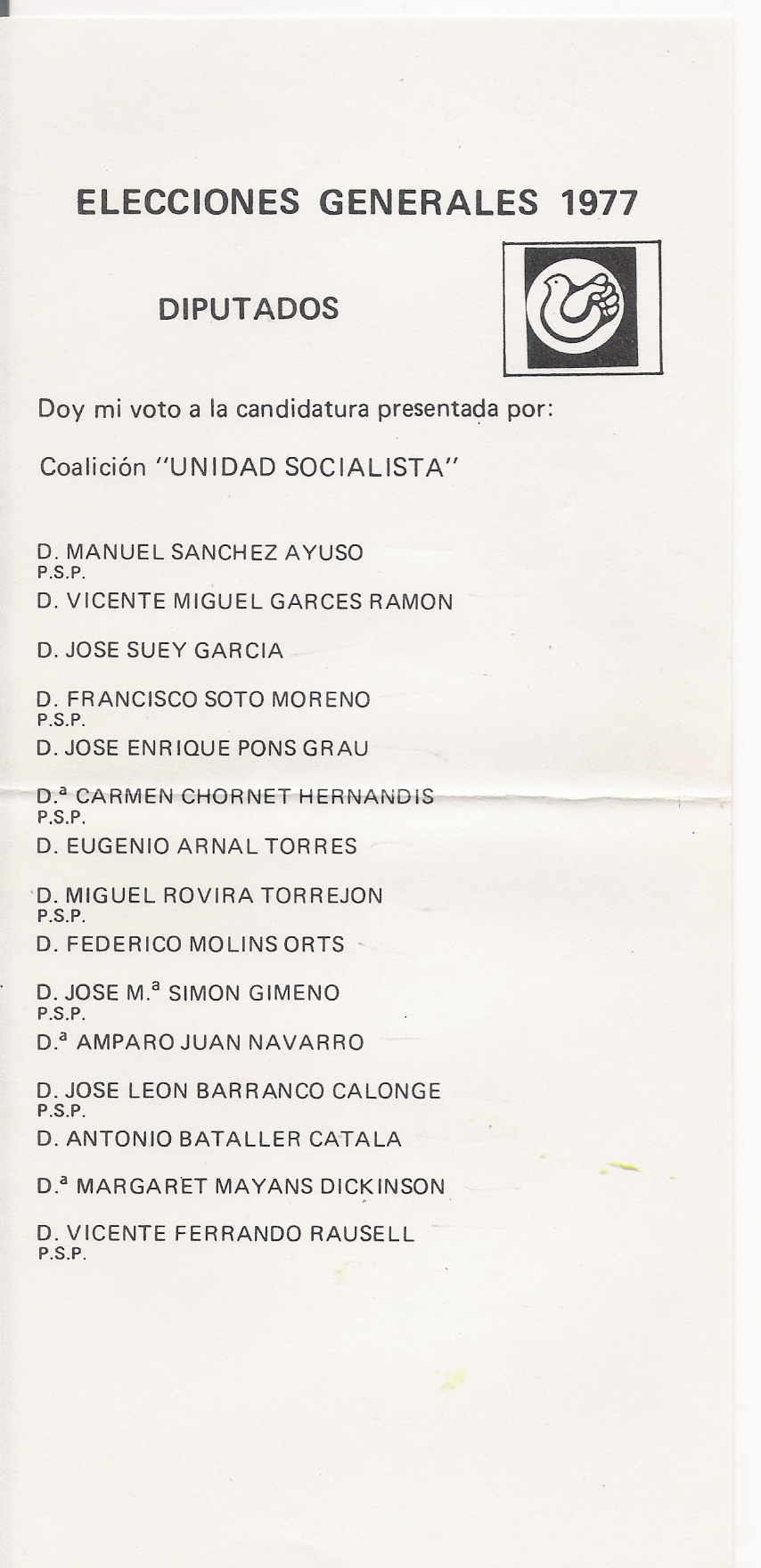
社会主義統一内の人民社会党所属候補者リスト

国会内での勢力が小さいため、PSP所属議員はアラゴン社会党（PSA）所属議員とともに混合会派（Grupo Mixto）を形成した。上院議員4人は進歩主義・無所属社会主義会派に加わった。1978年2月人民社会党はスペイン社会労働党に合流することを決した。下院議員5人のうち4人は社会労働党の会派（Grupo Socialista）に加わったが、5人目のラウル・モロード（Raúl Morodo）は混合会派にとどまった。同様に上院議員も2人のみが社会労働党の会派に加入した。1979年の自治体選挙（elecciones municipales españolas de 1979）でエンリーケ・ティエルノ・ガルバンはマドリードの社会労働党筆頭候補となった。しかし、第一党とはなれなかったが、スペイン共産党（PCE）の協力を得て、フランコ没後の民主化後初の市長に選出された。
そのほかの有力メンバーまたはのちに重要な役割を果たしたものとしては、先述のラウル・モロード、ホセ・ボノ、フランシスコ・ソーサ・ワグネル、ホセ・ロペス・オロスコ、ホセ・ブランコ・ロペスがあげられる。